# Magyar Béla
Magyar Béla (Miskolc, 1954. december 29. –) magyar építész-grafikus.

## Élete, munkássága
Rajzolni, festeni a középiskolában kezdett, Max Ernst, Paul Delvaux, René Magritte, Giorgio de Chirico és Salvador Dalí hatására szürreális fantázia világot teremtett pasztell és zsírkrétával. 1981-ben szerzett építész diplomát a Budapest Műszaki Egyetemen. 1982 és 1986 között a Zebegényben, a Szőnyi István Képzőművészeti Szabadiskolában festést és sokszorosító grafikát tanult, Korga György és Kórusz József tanítványa volt, illetve a Dési Huber Képzőművészeti Körben tanult portré rajzolást, mestere Korga György volt.
1978-1987 Tollrajzok. Magyar Béla szürreális városképei szürreális fantázia városokról, organikusan burjánzó csövekről, kéményekről, hidakról, pusztuló, omladozó gyárakról, ipari épületekről, digitális betűtésztát vacsorázó épület- és híd-emberekről szólnak. A gyárak, kohók, régi omladozó ipari épületek talán a szülőváros, a nehézipar fellegvárának, Miskolcnak az emlékei. Többnyire fekete-fehér tusrajzok, csőtollal rajzolva. Műveit Gaudí építészete, Andrej Tarkovszkij képi világa, és Luis Bunuel sajátosan abszurd gondolatai, filmes képei inspirálták.

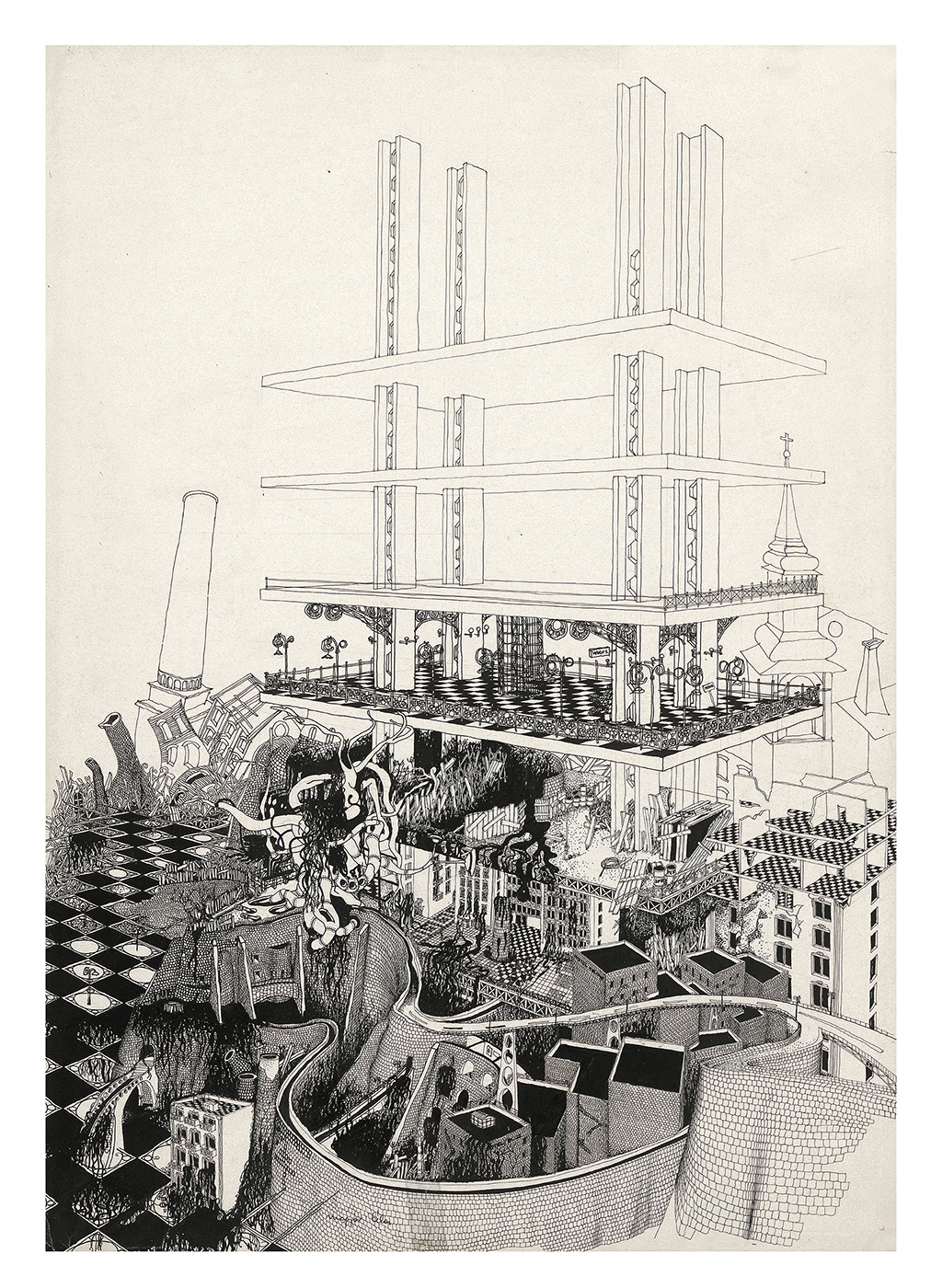
Amikor a természet visszavág – When Nature Strikes Back

1989-1992 Az igazi szerelem azonban a nagyváros, Budapest, ahol kora gyermekkorától élt, és amelyet már kisiskolásként úgy ismert, mint a tenyerét. Később, csaknem három évtizedig egy festői kisvárosban, Szentendrén élt és alkotott.  Tollrajzokat először építészhallgatóként készített (1978), és már a legelső rajzaiban (Az állomás, Amikor a természet visszavág) kialakította a rá jellemző, nagyon aprólékos, részletező vonalas stílusát. Eszköze, az építészek alap-munkaeszköze, a csőtoll volt – és az is maradt egészen a digitális világ beköszöntéig. A francia építész Le Corbusier szerint (akinek egyébként, az egyik legfontosabb munkája, a Ronchampi kápolna mély hatást gyakorolt a művészre) az építészet szellem és nem szakma kérdése, Magyar Béla sajátos képi ábrázolásának alapja építész gondolkodásmódja, más grafikusokkal ellentétben, számára a városok, az épületek nem egyszerűen formák, ő pontosan ismeri az épületek szerkezetét, működését, ezért képein nem csak megrajzolja, hanem inkább megépíti a városokat, még arra is figyel, hogy a szürreális, valószerűtlen házak is működjenek statikailag. Fontos, visszatérő témája a természet és az épített környezet viszonya: azt bizonyára mindenki tapasztalta már, hogy amint az ember magára hagyja az épületeket, a természet visszaveszi az elhagyatott házakat, városokat. Magyar Béla viszont sajátos látásmódjával a rajzain megfordítja ezt a folyamatot: mi van, ha az elhagyatott városok, épületek, hidak, acélszerkezetek indulnak el, és veszik vissza maguknak a természetet?
1989 – Grafikai látképek. Budapest Grafikai Látképével kezdődően a szürreálisan burjánzó álmok helyét a valóságos városok meseszerű madártávlati rajzai váltották fel (Budapest, Magyarország, Szentendre grafikai látképek). Ezek a nagyméretű rajzok nem kitalált, hanem valódi városok "kivonatos", mesebeli térképei. Nem igazi térképek, hanem város portrék a művész szemével. Magyar Béla titkokat oszt meg, történeteket mesél a városokról, olyan dolgokat – épületeket, hidakat, közlekedési eszközöket – is megmutat, amelyek már rég nem láthatók – mert betemették, lebontották, átépítették réges rég. Ezek a városképek rendkívül idő és munkaigényesek, a Budapest Grafikai Látképe több mint 2000 munkaóra alatt készült el. A rajzból készült nyomatok a világ számtalan országába jutottak el, 1993-ban például bekerült a Honda Motors, World Maps falinaptárába.

## Jelentősebb projektek
- 1989 Budapest Grafikai Látképe
- 1991-92 Magyarország Grafikai Látképe
- 1993 Szentendre Grafikai Látképe
- 1993-96 között a Pesti Szalon Könyvkiadónak készített könyv terveket, fedél terveket. A Pesti Szalon sorozat tervéért Szép Magyar Könyv díjat kapott 1994-ben.
- 1993-94-ben régi japán városok grafikai látképeinek szabadkézi, számítógépes rajzain dolgozott a japán Reed Co-val közös projektben.
- 1995-2000 Iminfo Arculati Szakmák Kézikönyve sorozat, melynek főszerkesztője volt.
- 1990-2013 Magyar Béla grafikai tervezéssel, arculattervezéssel foglalkozott, saját grafikai stúdiójában:
  - 1995-98 Hírközlési Főfelügyelet (HIF) teljes arculatterve
  - 1998-2000 Közlekedési, Hírközlési és Vízügyi Minisztérium teljes arculatterve
  - 2001-02 A Magyar Villamos Művek (MVM) teljes arculatterve

## Kiállításai
- 1986 Magyar Urbanisztikai Társaság székháza (egyéni)
- 1986 Gutenberg Művelődési Ház (egyéni)
- 1998 Országos Tervezőgrafikai Biennálé, Békéscsaba
- 2013, 2014, 2015 Creative Arts Fair, Iparművészeti Múzeum
- 2014 "Láthatatlan álarcok" – Budapesti Pszichológia Napok (csoportos)
- 2016 Hermina Galéria (egyéni)
- 2016 ArtExpo, Milano

## Díjak
- Szép Magyar Könyv – 1994 (Pesti Szalon sorozat terve)

## Szakirodalmi írásai
- Iminfo –  Arculati Szakmák Kézikönyve (1995-2000)

## Forrás
- Várhegyi Júlia: A hidak vacsorája (Népszabadság) (2014)
- Bánáti Anna: Dehogy folyik fordítva a Duna (Forbes Urban, 2018. május 23. p. 62-63)
- kulturport.hu: Mit keresett a Saul fia látványtervezője a grafikai nyomatok között?(2016)
- Nők Lapja Café: Az egész világon ismerik a magyar építész-grafikus mesebeli térképeit(2018)
- Hg.hu: Nekem nem térkép e táj... Archiválva 2021. december 8-i dátummal a Wayback Machine-ben(2010)
- Budapestvideo: Budapest rajzolója (2018)
- We Love Budapest: Falk Miksa artist draws Budapest in detail